# جائزة البرازيل الكبرى 1985
جائزة البرازيل الكبرى 1985 هو سباق فورمولا 1 أقيم بتاريخ 7 أبريل 1985 في ريو دي جانيرو. كان الأول من أصل 16 في بطولة العالم لسباقات الفورمولا واحد موسم 1985. حلّ الفرنسي ألن بروست أولا بينما جاء الإيطالي ميكيلي ألبوريتو في المركز الثاني وحصل على المركز الثالث الإيطالي إيليو دي انجيليس.